# Ieuan Evans
Ieuan Cennydd Evans (Swansea, 21 marzo 1964) è un ex rugbista a 15 internazionale per il Galles, attivo nel ruolo di tre quarti ala; dopo la fine della carriera agonistica è divenuto imprenditore nel ramo della comunicazione e delle pubbliche relazioni.

## Biografia
Nativo di Pontarddulais, una frazione costiera di Swansea, in Galles, Evans compì gli studi post-liceali all'Università di Salford (Greater Manchester), per la cui squadra di rugby giocò, contemporaneamente alla militanza nel Llanelli.
Il suo debutto internazionale avvenne nel 1987, a Parigi contro la Francia nel Cinque Nazioni e, pochi mesi più tardi, fu selezionato tra i convocati alla prima Coppa del Mondo che si tenne in Australia e Nuova Zelanda: il Galles giunse terzo alla fine della competizione, a tutto il 2014 il miglior risultato della squadra in tale torneo.
Con il Llanelli Evans vinse un campionato e cinque Coppe del Galles.
Nel 1989 fu selezionato per il primo dei suoi tre tour nei British and Irish Lions, in Australia; scese in campo in tutti i tre test match contro gli Wallabies e contribuì alla vittoria della serie, l'ultima in Australia prima del 2013; fu presente alla Coppa del Mondo di rugby 1991 in Inghilterra e successivamente in Nuova Zelanda, con tre test match, nel tour del 1993 dei British Lions.
Il 1995 fu l'anno della sua ultima Coppa del Mondo, in Sudafrica, e due anni più tardi, sempre in tale Paese, fu presente al suo terzo e ultimo tour dei British Lions, vinto 2-1 contro gli Springbok, che fu l'ultima vittoria in assoluto di una serie prima di quella citata del 2013.
Nel 1997 lasciò il Llanelli dopo più di dieci anni e firmò un ingaggio professionistico in Inghilterra con il Bath, con cui vinse la Heineken Cup 1997-98 grazie anche a un suo provvidenziale intervento nell'incontro di finale contro il Brive, durante il quale un suo placcaggio salvò il Bath da una meta francese quasi sicura e mise al sicuro il punteggio che permise alla sua squadra di essere la prima inglese a laurearsi campione d'Europa; nel 1999 si ritirò dalle competizioni.
Nel 1996 Evans fu insignito dell'onorificenza di Membro dell'Ordine dell'Impero Britannico per il suo contributo al rugby.
Dopo il ritiro si è dedicato alla sua attività di pubbliche relazioni e lavora anche come commentatore sportivo per le televisioni britanniche.
Nel 2007 fu ammesso nell'International Rugby Hall of Fame.

## Palmarès
- Welsh Premier Division: 1
Llanelli: 1992-93
- WRU Challenge Cup: 5
Llanelli: 1984-85, 1987-88, 1990-91, 1991-92, 1992-93
- Heineken Cup: 1
Bath: 1997-98